# Inenek-Inti
Inenek-Inti bila je Kraljica supruga drevnog Egipta kao jedna od supruga kralja Pepija I., vladara iz 6. dinastije Egipta. Nije poznato je li par imao djece.
Ovo su naslovi Inenek-Inti:
- „Princeza nasljednica”
- „Kraljeva žena”
- „Supruga kralja, njegova voljena”
- „Kći Merehuova”
- „Kći Gebova”

Ova je kraljica pokopana u piramidi u Sakari.